# Daniel Vázquez Campo
Daniel Vázquez Campo (Chantada, 20 de febrero de 1894 - Ribadavia, 14 de diciembre de 1940) fue un abogado y político español. 

## Trayectoria

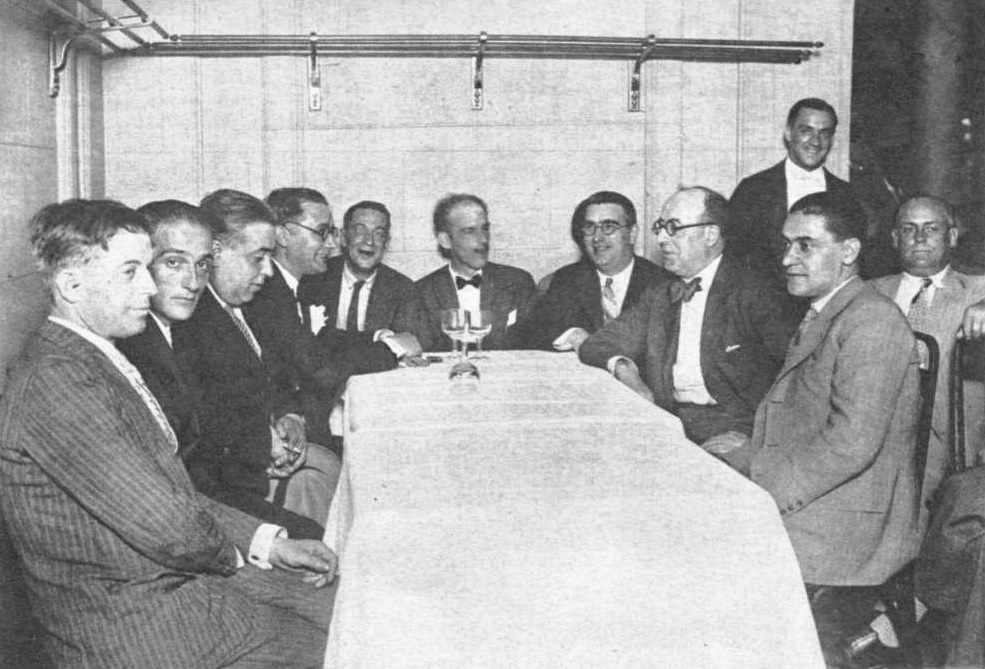
Diputados gallegos de 1931. De izquierda a derecha: Ramón Suárez Picallo, Daniel Vázquez, Alejandro Rodríguez Cadarso, Castelao, Nóvoa Santos, Antón Villar Ponte, Poza Juncal, Otero Pedrayo y Antón Alonso Ríos.

Colaborador del periódico Hidalguía y director de La Voz del Agro. Presidente de la Asociación Republicana de Chantada, fue reelegido en febrero de 1931. El 10 de marzo de 1930 fue uno de los fundadores de la Organización Republicana de Lugo, que se unió a la ORGA, y fue presidente de la Comisión Gestora de la Diputación Provincial de Lugo cuando se proclamó la Segunda República Española. En las Elecciones a las Cortes Constituyentes de 1931 fue elegido diputado de la provincia de Lugo por la ORGA. 
Fue padre de la escritora Pilar Vázquez Cuesta.